# رينيه كاسان

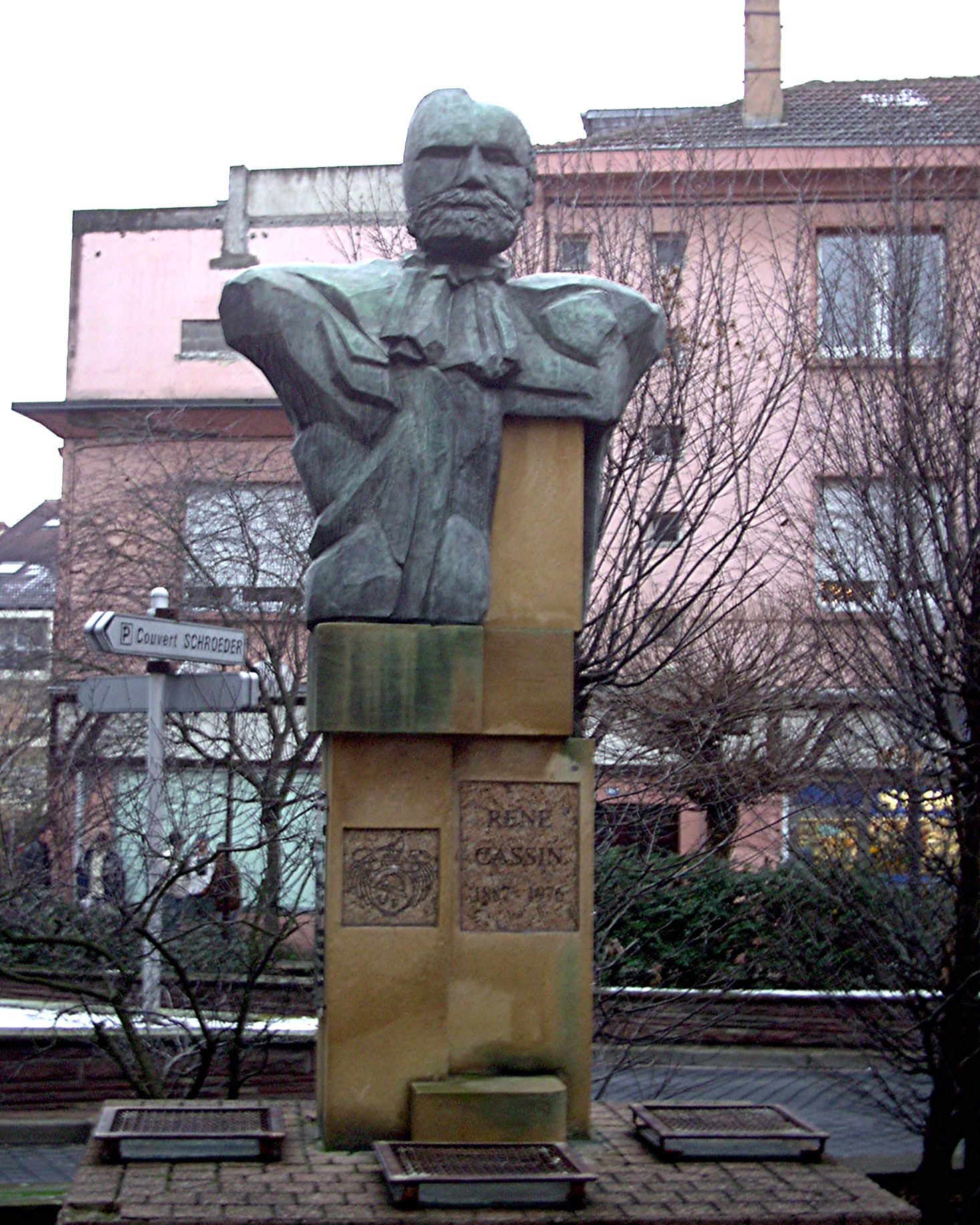
نصب تذكاري لرينيه كاسين في فرنسا.

رينيه كاسان (بالفرنسية: René Cassin)‏ هو دبلوماسي فرنسي ولد في 5 أكتوبر 1887 في بايون وتوفي في 20 فبراير 1976 في باريس. أسس المعهد الفرنسي للعلوم الإدارية، وشارك في صياغة الإعلان العالمي لحقوق الإنسان. تحصل سنة 1968 على جائزة نوبل للسلام لعمله على صياغة الإعلان العالمي لحقوق الإنسان، كما حصل في نفس العام على جائزة الأمم المتحدة لحقوق الإنسان. نقل رفاته من مقبرة مونبارناس إلى مقبرة العظماء (البانتيون) بباريس خلال الاحتفال بالذكرى المئوية لمولده سنة 1987.
وُلد في بايون، إقليم الباسك، ابن تاجر فرنسي يهودي، خدم كجندي في الحرب العالمية الأولى. شكّل الاتحاد الفدرالي، وهي منظمة يسارية مسالمة للمحاربين القدامى. خدم في الحكومة الفرنسية الحرة في المنفى في لندن خلال الحرب العالمية الثانية، كان عضوًا في مجلس الدولة بين عامي 1944 و1945. اُنتدب إلى لجنة الأمم المتحدة لحقوق الإنسان في عام 1946، وكان مسؤولًا عن المسودة الكاملة الأولى للإعلان العالمي. حصل على جائزة نوبل للسلام في عام 1968، بسبب هذا العمل. حصل على إحدى جوائز حقوق الإنسان من الجمعية العامة للأمم المتحدة، في نفس العام.

## سيرة حياته
ضغط كاسان بصفته المندوب الفرنسي لعصبة الأمم في الفترة منذ عام 1924 وحتى عام 1938 من أجل إحراز تقدم في قضية نزع السلاح وفي تطوير المؤسسات للمساعدة في حل النزاعات الدولية.
عُين كاسان في منظمة الأمم المتحدة، بعد الحرب العالمية الثانية، للمساعدة في مسودة الإعلان العالمي لحقوق الإنسان. صاغ كاسان أول مسودة كاملة للنص من خلال العمل على قائمة الحقوق التي أعدها الباحث الكندي وأستاذ القانون جون همفري، مؤلفًا هيكل الوثيقة مضمنًا إياها المقدمة والمبادئ.
خدم في لجنة حقوق الإنسان التابعة لمنظمة الأمم المتحدة ومحكمة التحكيم في لاهاي.
كان أيضًا عضوًا (1959- 1965) ورئيسًا (1965 - 1968) للمحكمة الأوروبية لحقوق الإنسان. يقع مبنى المحكمة اليوم في أليه رينيه كاسان في ستراسبورغ.
ترأس كاسان أيضًا العديد من المنظمات غير الحكومية، مؤسسًا الاتحاد الفرنسي للمحاربين القدامى المعاقين حيث كان رئيسه ثم رئيسًا فخريًا له في الفترة منذ عام 1918 وحتى عام 1940. اقترح شارل ديغول على كاسان في عام 1945 بعد قيامه بالكثير من أجل الشعب الفرنسي، بفعل شيء لمساعدة الشعب اليهودي. أصبح كاسان رئيسًا للتحالف الإسرائيلي العالمي (الفرنسي - اليهودي) الذي كان مكرسًا في الأصل لتعليم اليهود السفارديين الذين يعيشون تحت حكم الإمبراطورية العثمانية وفقًا لمناهج الحداثة الفرنسية. عمل كاسان بصفته رئيسًا للتحالف الإسرائيلي العالمي مع اللجنة الأمريكية اليهودية ورابطة الأنجلو-اليهودية، على تأسيس المجلس الاستشاري للمنظمات اليهودية، وهي شبكة مكرسة لبناء الدعم اللازم لبرنامج كاسان الخاص بحقوق الإنسان من وجهة نظر يهودية، بينما كان نظام حقوق الإنسان التابع للأمم المتحدة في مراحل التطوير الأولى.
أنشأ رينيه كاسان المعهد الفرنسي للعلوم الإدارية في عام 1947، إذ اُعتبر ضمن المرافق العامة. كان أول رئيس لهذه الجمعية المُنظمة للعديد من المؤتمرات التي ساعدت في تطوير العقيدة الفرنسية في القانون الإداري.
توفي كاسان في باريس عام 1976 ودُفن في البداية في مقبرة مونبارناس في باريس. اُستخرج رفاته في عام 1987 وحُفظ في سرداب بانتيون في باريس.

## إرثه
أسس رينيه كاسان المجلس الاستشاري للمنظمة اليهودية في عام 2001، لتشجيع حقوق الإنسان العالمية من وجهة نظر يهودية. يمنح المجلس الاستشاري للمنظمة اليهودية ميدالية رينيه كاسان لأولئك الذين قدموا مساهمة عالمية بارزة في مجال حقوق الإنسان. طالب كاسان بالحقوق المدنية لليهود بصفته رئيسًا للتحالف الإسرائيلي في فرنسا، وكان صهيونيًا نشطًا. أُطلق اسمه على مدرسة ثانوية في القدس.

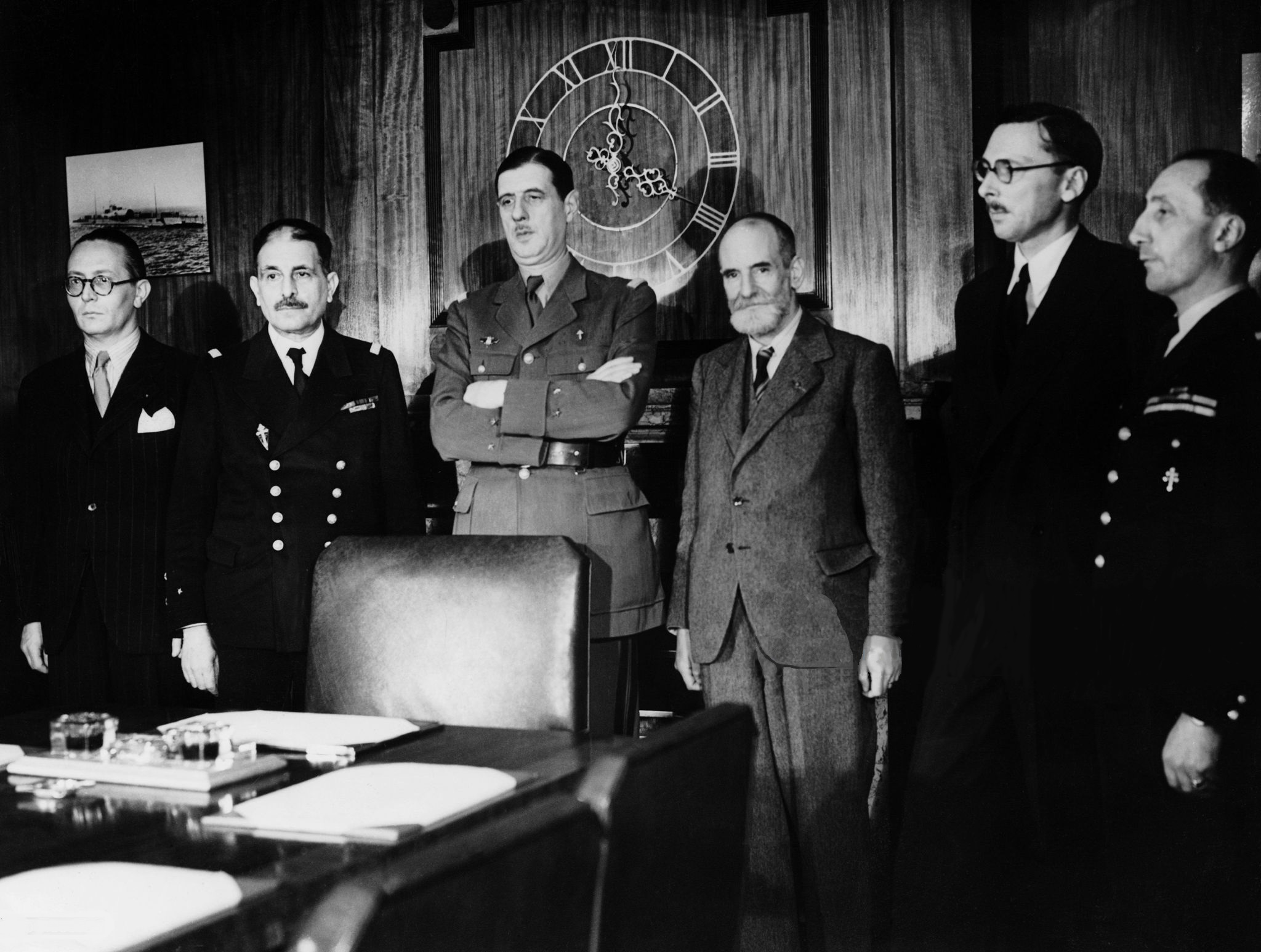
رينيه كاسان داخل اللجنة الوطنية الفرنسية في لندن

استحدثت حكومة إقليم الباسك جائزة رينيه كاسان في عام 2003 »بهدف التقدير العلني وتكريم الأفراد أو الجماعات، الذين أظهروا من خلال مسارهم الشخصي أو المهني، التزامًا قويًا بحقوق الإنسان وترويجها والدفاع عنها ونشرها«. تُمنح الجائزة في 10 ديسمبر، اليوم العالمي لحقوق الإنسان.

## روابط خارجية
- رينيه كاسان على موقع الموسوعة البريطانية (الإنجليزية)
- رينيه كاسان على موقع مونزينجر (الألمانية)
- رينيه كاسان على موقع إن إن دي بي (الإنجليزية)